# Saint-Christophe (Creuse)
Saint-Christophe ist eine französische Gemeinde mit 150 Einwohnern (Stand 1. Januar 2022). Sie gehört zur Region Nouvelle-Aquitaine, zum Département Creuse, zum Arrondissement Guéret und zum Kanton Guéret-2. Sie grenzt im Norden an Guéret, im Osten an Savennes, im Südosten an Sardent, im Südwesten an Saint-Éloi und im Westen an La Chapelle-Taillefert. Im Westen der Gemeinde fließt die Gartempe.

## Bevölkerungsentwicklung

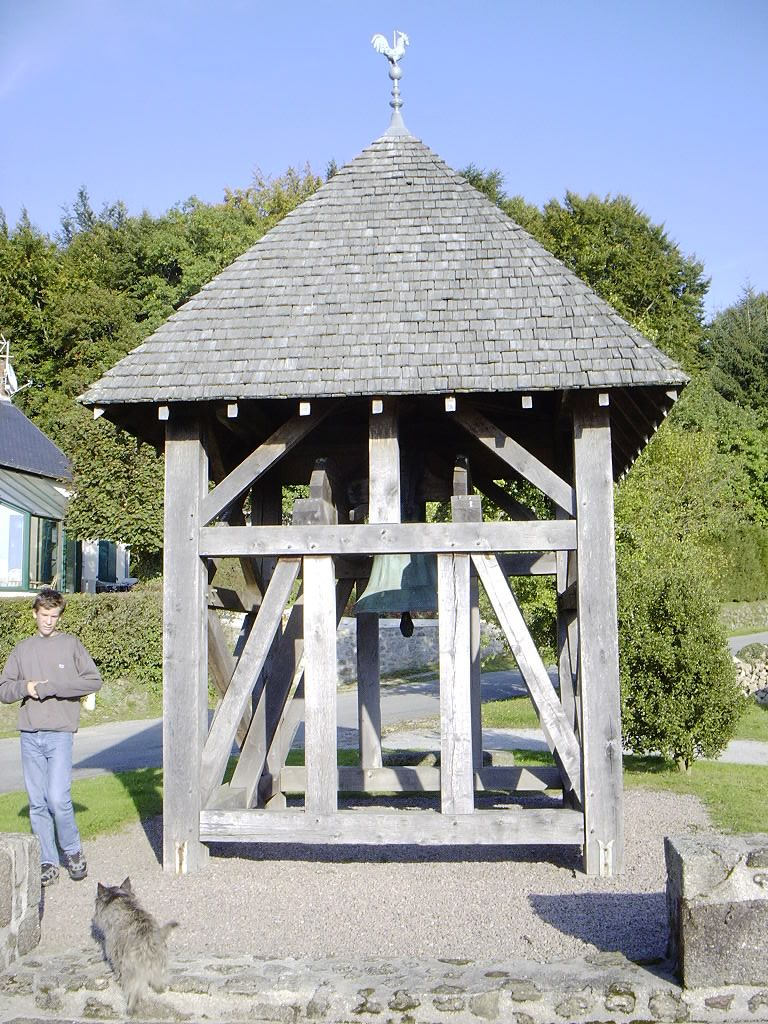
Glockenstuhl der ehemaligen Kirche Saint-Christophe

| Jahr      | 1962 | 1968 | 1975 | 1982 | 1990 | 1999 | 2008 | 2018 |
| --------- | ---- | ---- | ---- | ---- | ---- | ---- | ---- | ---- |
| Einwohner | 173  | 145  | 117  | 118  | 133  | 132  | 127  | 155  |